# Södermanlands runinskrifter 287
Södermanlands runinskrifter 287 är en försvunnen runsten som förmodas ha stått vid Hundhamra i nuvarande Norsborg, Botkyrka kommun. Den berättar om en man som dog i Ingvar den vittfarnes ödesdigra vikingatåg i österled, och räknas således till Ingvarsstenarna.

## Historia
Johan Peringskiöld skrev på sin tid att "uthi hagen emellan Hunhammar och Bårg, der åtskillige stora skogsvuxne Jarlehögar äro, hafver fordom varit en stoor Runesteen uprester, som nu ligger på Borg ägor nedan för högarne omkulle, och mitt i tu afslagen." Stenen avtecknades på 1600-talet av Petrus Törnevall.
Stenen har senare sökts av bland andra Richard Dybeck och Olof Hermelin. Dybeck nämner år 1869 att "en äldre man berättade, att en stor flat och ituslagen sten legat i hagen, han trodde, att stenen sedan dess sunkit i marken", och även Hermelin nämner år 1870 i sin beskrivning över Botkyrka sockens fornlämningar den försvunna stenen.

## Stenen
Stenen torde ha varit ungefär 3,3 meter hög och 1 meter bred över det övre korset.

## Inskrift
Translitterering av runraden:
[× antuitʀ : reisti : stin : iftiʀ : huka : bruþur sin eʀ : uar : tauþe(r) : miþ : ink... ...k : iftir : þurkils bruþur : kuþan biarlaukr : irfi : lit : reisa : iftir : biaþr : sin]
Normalisering till runsvenska:
Andvettr ræisti stæin æftiʀ Huga, broður sinn, eʀ vaʀ dauðr með Ing[vari, o]k æftiʀ Þorgils, broður goðan. Biarnlaugr ærfi(?) let ræisa æftiʀ faður(?) sinn.
Översättning till nusvenska:
Andvett reste stenen efter Huge,sin broder, som blev död med Ingvar och efter Torgils (sin) godebroder. Björnlög, arvingen (?), lät resa (stenen) efter sin fader(?).